# Federico Errázuriz Echaurren
Pour les articles homonymes, voir Echaurren.
Federico Errázuriz Echaurren, né le 16 novembre 1850 à Santiago du Chili et mort le 12 juillet 1901 à Valparaiso, est un homme d'État chilien, président du Chili du 18 septembre 1896 à sa mort.
Il est le neveu du futur archevêque de Santiago du Chili, Crescente Errázuriz (1839-1931). 